# Renate Holland
Renate Holland (* 23. Februar 1952 in Zusmarshausen) ist eine deutsche Bodybuilderin und Unternehmerin. Ihr größter sportlicher Erfolg waren Weltmeistertitel in den Jahren 1985 und 1986.

## Leben
Holland lernte den Beruf der Einzelhandelskauffrau und war eine Zeit lang als Gastronomin am Ammersee tätig. Mit dem Bodybuilding begann sie im Alter von 30 Jahren, als sie ihr Gewicht reduzieren wollte.
In ihrer aktiven Laufbahn betrieb sie ein Studio in Murnau. Nach dem Ende ihrer Sportkarriere im Dezember 1989 war sie als Personal Trainer in München tätig. Heute gehören ihr sieben Fitnessstudios in Grafing, Wasserburg, Brunnthal, Bruckmühl, Bad Aibling und Sauerlach die unter dem Markennamen Speedfitness gebündelt sind und eines in Ebersberg unter dem Namen Fit for Friends. 
Der Deutsche Bodybuilding- und Fitness-Verband (DBFV) nahm sie im Jahr 2010 in seine Hall of Fame auf.

## Erfolge
Zu ihren wichtigsten Titeln zählen:
- 1985  Deutsche Meisterin bis 52 kg und Gesamtsiegerin
- 1985  Vize-Europameisterin bis 52 kg in Madrid
- 1985  Vize-Weltmeisterin bis 52 kg in Brüssel
- 1985 Silbermedaille bei den World Games in London
- 1985  Weltmeisterin im Paarposing in Stuttgart
- 1986  Weltmeisterin bis 52 kg in Singapur
- 1987 3. Platz Profi-Paarweltmeisterschaft in Toronto
- 1987 Top 10 Ms. Olympia in New York
- 1988 Top 10 Ms. Olympia in New York